# 普茨克峰
75°49′S 128°32′W / 75.817°S 128.533°W
普茨克峰（英語：Putzke Peak）是南極洲的山峰，位於瑪麗伯德地，屬於麥庫丁山脈的一部分，海拔高度2,325米，美國地質調查局根據測量和該國海軍的空中照片繪入地圖，現時由南極條約體系管理。